# أوسبورن بيري أندرسون
أوسبورن بيري أندرسون (بالإنجليزية: Osborne Perry Anderson)‏ هو مناهض العبودية ‏ أمريكي، ولد في 27 يوليو 1830 في Fallowfield, Pennsylvania ‏ في الولايات المتحدة، وتوفي في 13 ديسمبر 1872 في واشنطن العاصمة في الولايات المتحدة.